# Onofrio Tataranni
Onofrio Tataranni (Matera, 19 ottobre 1727 – Matera, 27 marzo 1803) è stato un filosofo e saggista italiano.
Lucano di origine, fu esponente dell'Illuminismo napoletano.

## Biografia
Nacque in Basilicata, a Matera, da Angelo Bruno e Nunzia Pistoia. Non sappiamo a quale ceto appartenesse la sua famiglia, ma sicuramente essa era fornita dei mezzi economici e delle relazioni sociali necessarie per avviare il figlio verso la carriera ecclesiastica: non a caso, quando fu battezzato (il 19 ottobre 1727) nella Chiesa cattedrale di Matera, i suoi genitori scelsero come padrini i nobili Giovan Battista Ferraù e Giovanna Cordova.
Sin da ragazzo maturò quella che doveva essere la sua vocazione, tanto che divenne prima allievo e poi docente del seminario diocesano materano. Sebbene avesse una posizione di un certo rilievo sia in ambito ecclesiastico, sia in ambito educativo, il Tataranni non mostrò alcun tentennamento nell'accettare l'invito di Michele Imperiali, principe di Francavilla, che lo volle a Napoli per affidargli la direzione della sua Paggeria.
Grazie all'incarico conferitogli dal principe di Francavilla, Tataranni accrebbe ancor di più la stima di cui già godeva, stringendo rapporti amichevoli con le personalità più illustri ed autorevoli del tempo, incardinate nella Reale Accademia delle Scienze e Belle Lettere. Il Tataranni ebbe la possibilità di frequentare proprio tali stimolanti dibattiti, che del resto avrebbero formato l'humus delle sue future riflessioni, in qualità prima di Direttore della Paggeria, poi della Scuola militare del Real Collegio militare, ufficialmente Reale Accademia Militare, fondata il 18 novembre 1787 e fortemente voluta da re Ferdinando IV, che mostrò di aderire al generale clima di rinnovamento e consolidamento delle istituzioni militari del Regno. Proprio in questi anni Onofrio Tataranni ebbe l'onore di esserne il direttore, partecipando vivamente, dunque, al graduale svilupparsi e moltiplicarsi dell'alveo della cultura politica riformatrice, che, negli anni Ottanta, ancora auspicava un reale cambiamento all'interno dello stesso apparato monarchico. Così, nell'arco di un settennio, pubblicò delle opere molto significative, in cui era evidente il suo tracciato ideale di società.
Tuttavia, in seguito agli avvenimenti del 1791 e del 1794, quindi dopo il Concordato e dopo la fallita congiura di Carlo Lauberg, le sue posizioni rispetto alla politica e allo Stato cambiarono considerevolmente. Con questa disillusione coincide il silenzio dell'intellettuale materano, che in quegli anni si limitò, a quanto noto, a proseguire i suoi studi come Direttore. La delusione, si può ipotizzare, lo spinse a tacere fino alla proclamazione della Repubblica Napoletana, quando - dichiarava - sicuro dell'importanza dell'istruzione del popolo e del “nuovo cittadino”, elaborò il Catechismo Nazionale pe'l Cittadino, nel quale incoraggiava il popolo a difendere i principi della Rivoluzione a vantaggio dell'umanità intera. Il catechismo vinse il primo premio indetto dal governo provvisorio e venne adottato come catechismo ufficiale della Repubblica Napoletana, pubblicato il 12 febbraio 1799 ebbe il compito di educare i sudditi a divenire cittadini.
Alla caduta della Repubblica, nel giugno, Tataranni riuscì a porsi in salvo, rifugiandosi a Matera, nei cui tribunali, in tale periodo, venivano esaminate le posizioni di ben 1370 «rei di Stato» lucani, 228 dei quali furono condannati all'«esportazione» e sette a morte. Comunque, a Matera il Tataranni poté contare su solide relazioni interne al locale Capitolo cattedrale, morendovi il 27 marzo 1803.

## Pensiero
Più volte Tataranni tiene a sottolineare l'importanza della triade Dio-Ragione-Sentimento, in una sorta di compromesso tra Illuminismo, sensismo e religione.
Inoltre, caratteristica del suo pensiero è una forte connotazione politica, mirando alla figura del sovrano quale principale esempio per i sudditi, capace di governare un Regno che si sarebbe dovuto fondare su solidi valori, legati all'importanza della famiglia, della civiltà contadina e della piccola proprietà terriera, quest'ultima ottenuta con un giusto ed onesto lavoro. È da evidenziare come il Tataranni avesse maturato idee di una peculiare modernità, al punto da convincersi che il passaggio verso una nuova stagione dell'umanità sarebbe potuto avvenire attraverso la Costituzione di una «Dieta Universale»: egli sosteneva, infatti, che, ad ogni rappresentante di questo nuovo organismo, essa avrebbe espresso «i giusti diritti del suo Monarca», al fine di raggiungere la «felicità comune» e la «pubblica sicurezza», ponendosi, negli ordini e nelle attività sociali, sull'unica distinzione del «Merito».
Notevole importanza era, poi, assegnata al ruolo dell'educazione e dell'istruzione, poiché Tataranni affermava l'importanza dello studio delle humanae litterae, unico mezzo, per i giovani, per riscoprire i principali temi della letteratura e della filosofia morale antica ed attualizzarli. Inoltre, egli si faceva anche sostenitore dell'istruzione scientifica, dando priorità alla geometria e, ancora una volta, seguendo il modello greco, suggeriva di avviare gli alunni sin «dall'età più tenera» al processo educativo, seguendo le direttive di grandi pensatori. Il sacerdote-riformatore auspicava tutto questo in un contesto socioeconomico che riservasse particolare attenzione all'attività agraria e ad una pratica religiosa «semplice pura e brieve».
Dunque, il Tataranni predicava il ritorno alla religione delle origini, costruita sull'aiuto reciproco tra gli individui, in modo che «gli Uomini si rassomiglino in qualche modo all'Ente Supremo d'infinità Bontà». Pertanto, affermava che i sacerdoti
dovessero essere «esenti dalle Pubbliche Cariche» e che come gli altri uomini dovessero essere soggetti «alla Giurisdizione dei Giudici Laici nelle loro Cause Civili».

## Opere
La prima, monumentale, opera del Tataranni fu il Saggio d'un filosofo politico amico dell'uomo, pubblicata a Napoli, in cinque tomi, dal 1784 al 1788: il primo tomo nel 1784, il secondo e il terzo nel 1785, il quarto nel 1786 e il quinto nel 1788. on la composizione di quest'opera, Tataranni si proponeva di delineare il suo tracciato ideale di società, confidando nella figura del sovrano. Infatti, già il titolo dell'opera risulta molto significativo, in quanto l'autore si presentava come un filosofo con atteggiamento filantropico nei confronti di Ferdinando IV, al fine di mostrargli la retta direzione per guidare un giusto governo ed attuare delle riforme interne allo stesso apparato monarchico, favorevoli alle idee democratiche.
La fiducia che Tataranni riponeva nei riguardi del monarca veniva ancora espressa nel Ragionamento sul carattere religioso di Carlo III umiliato a Ferdinando IV re delle Due Sicilie, pubblicato a Napoli nel 1789. Sostanzialmente, si trattava di un panegirico riferito al padre del sovrano, Carlo di Borbone, che, spentosi l'anno precedente, veniva proposto come esempio da seguire al suo erede. In tal senso, egli si rivolgeva ancora pieno di ammirazione nei confronti di Ferdinando IV nel Ragionamento sulle sovrane leggi della nascente popolazione di S. Leucio umiliata alla maestà di Ferdinando IV re delle Due Sicilie, pubblicata a Napoli il 25 luglio 1789.
Nella Brieve memoria sull'educazione nazionale della nobile gioventù guerriera l'autore affrontava il tema, a lui caro come
Direttore di istituti di formazione, dell'educazione dei giovani (1790).
Negli anni Novanta, benché il canonico avesse raggiunto un'età avanzata, non solo decise di aderire alla Repubblica Napoletana, ma, convinto dell'importanza che rivestiva la formazione del popolo e del nuovo cittadino, decise di scrivere, come detto, un Catechismo Nazionale pe'l Cittadino, che fu dato alle stampe il 12 febbraio 1799.